# Giải bóng đá Moravskoslezská
Giải bóng đá Moravskoslezská (MSFL)  (tiếng Séc: Moravskoslezská fotbalová liga) là một trong những giải đấu bóng đá cấp độ 3 ở Cộng hòa Séc (giải còn lại là Česká fotbalová liga) có trụ sở chính tại Olomouc. Giải đấu bao gồm các đội từ các khu vực lịch sử của Moravia và Silesia và một phần cũng là Bohemia.
Giải đấu được thành lập vào năm 1991 dưới thời Tiệp Khắc, thay thế cho giải II.ČNL trước đây (II. Česká národni liga) tại hạng ba của bóng đá Tiệp Khắc cùng với giải đấu chị em ČFL.
Đội vô địch MSFL được thăng hạng lên Fotbalová národní liga. Ba câu lạc bộ được thăng hạng lên MSFL - các đội vô địch Divize D, E và F của Giải bóng đá hạng tư Séc.

## Câu lạc bộ Giải bóng đá Moravskoslezská 2019–20
| Câu lạc bộ                 | Mùa giải trước                  |
| -------------------------- | ------------------------------- |
| 1. SC Znojmo FK            | thứ 16 ở Fotbalová národní liga |
| FC Odra Petřkovice         | thứ 2                           |
| MFK Frýdek-Místek          | thứ 3                           |
| SK Hanácká Slavia Kroměříž | thứ 4                           |
| SK Uničov                  | thứ 5                           |
| MFK Vyškov                 | thứ 6                           |
| FC Velké Meziříčí          | thứ 7                           |
| FC Viktoria Otrokovice     | thứ 8                           |
| FC Hlučín                  | thứ 9                           |
| ČSK Uherský Brod           | thứ 10                          |
| FC Dolní Benešov           | thứ 11                          |
| SFK Vrchovina              | thứ 12                          |
| FK Blansko                 | thứ 1 ở Divize D                |
| FC Slovan Rosice           | thứ 2 ở Divize E                |
| SK Sigma Olomouc B         | chuyển từ giải trẻ              |
| FC Baník Ostrava B         | chuyển từ giải trẻ              |
| 1. FC Slovácko B           | chuyển từ giải trẻ              |
| FC Fastav Zlín B           | chuyển từ giải trẻ              |

## Các đội vô địch Giải bóng đá Moravskoslezská
| Mùa giải | Vô địch                             | Á quân                   |
| -------- | ----------------------------------- | ------------------------ |
| 1991–92  | SKP Znojmo-Práče                    | VP Frýdek-Místek         |
| 1992–93  | VP Frýdek-Místek                    | ZD Bohumín               |
| 1993–94  | FC Slovácká Slavia Uherské Hradiště | ČSK Uherský Brod         |
| 1994–95  | FC Alfa Slušovice                   | FC Tatran Poštorná       |
| 1995–96  | FC Vítkovice                        | ČSK Uherský Brod         |
| 1996–97  | FC Synot Staré Město                | SK Baník Ratíškovice     |
| 1997–98  | FC NH Ostrava                       | SK Baník Ratíškovice     |
| 1998–99  | SK Baník Ratíškovice                | FC MSA Dolní Benešov     |
| 1999–00  | FK Holice 1932                      | FC PSJ Jihlava           |
| 2000–01  | SK Sigma Olomouc B                  | Fotbal Kunovice          |
| 2001–02  | Fotbal Kunovice                     | FC Group Dolní Kounice   |
| 2002–03  | FK Drnovice                         | FC Baník Ostrava B       |
| 2003–04  | SK Hanácká Slavia Kroměříž          | FC Dosta Bystrc-Kníničky |
| 2004–05  | 1. HFK Olomouc                      | FC Hlučín                |
| 2005–06  | Jakubčovice Fotbal                  | DOSTA Bystrc             |
| 2006–07  | Fotbal Fulnek                       | FK Mutěnice              |
| 2007–08  | Sigma Olomouc B                     | Znojmo                   |
| 2008–09  | FC Hlučín                           | 1. SC Znojmo             |
| 2009–10  | 1. SC Znojmo                        | 1. HFK Olomouc           |
| 2010–11  | SFC Opava                           | 1. HFK Olomouc           |
| 2011–12  | 1. HFK Olomouc                      | MFK Frýdek-Místek        |
| 2012–13  | FK Fotbal Třinec                    | MFK Frýdek-Místek        |
| 2013–14  | SFC Opava                           | SK Sigma Olomouc B       |
| 2014–15  | SK Sigma Olomouc B                  | Hanácká Slavia Kroměříž  |
| 2015–16  | 1. SK Prostějov                     | MFK Vítkovice            |
| 2016–17  | SK Uničov                           | SK Sigma Olomouc B       |
| 2017–18  | 1. SK Prostějov                     | FC Velké Meziříčí        |
| 2018–19  | SK Líšeň                            | FC Odra Petřkovice       |
| 2019–20  | FK Blansko                          | FC Odra Petřkovice       |